# Malcolm D. Lee
Pour les articles homonymes, voir Lee.
Malcolm D. Lee, né le 11 janvier 1970 dans le Queens (New York, États-Unis), est un réalisateur, scénariste et producteur américain. Il est connu pour avoir réalisé la saga Le Mariage de l'année (1999) et sa suite The Best Man Holiday (2013), Le Retour de Roscoe Jenkins (2008), Scary Movie 5 (2013), Barbershop 3 (2016) Girls Trip (2017) et de Space Jam : Nouvelle Ère (2021).
Malcolm Lee est le cousin du réalisateur Spike Lee.

## Filmographie

### Cinéma
- 1999 : Le Mariage de l'année
- 2002 : Undercover Brother : Un agent très secret
- 2005 : La Fièvre du roller
- 2008 : Le Retour de Roscoe Jenkins
- 2008 : Soul Men
- 2013 : Scary Movie 5
- 2013 : The Best Man Holiday
- 2016 : Barbershop 3
- 2017 : Girls Trip
- 2018 : Back to School
- 2021 : Space Jam : Nouvelle Ère

#### Série Télévisée
- 2006 : Tout le monde déteste la loterie, épisode 15 de la saison 1 de Tout le monde déteste Chris